# Sitówkowate
Sitówkowate (Hyperoliidae) – rodzina płazów z rzędu płazów bezogonowych (Anura). 

## Zasięg występowania
Rodzina obejmuje gatunki występujące w Afryce Subsaharyjskiej i pobliskich wyspach; na Madagaskarze i Seszelach.

## Charakterystyka
Członkowie rodziny to płazy niewielkie lub średniej wielkości (mierzą od 0,5 do 8 cm długości), jasno zabarwione, o skórze sprawiającej wrażenie szklistej.

## Podział systematyczny
Do rodziny sitówkowatych należą następujące podrodziny:
- Acanthixalinae Dubois, Ohler & Pyron, 2021 – monotypowa, jedyny zaliczany do niej rodzaj to Acanthixalus Laurent, 1944
- Hyperoliinae Laurent, 1943
- Kassininae Laurent, 1972

oraz rodzaje nieprzypisane do żadnej z powyższych podrodzin (incertae sedis):
- Arlequinus Perret, 1988 – jedynym przedstawicielem jest Arlequinus krebsi (Mertens, 1938)
- Callixalus Laurent, 1950 – jedynym przedstawicielem jest Callixalus pictus Laurent, 1950
- Chrysobatrachus Laurent, 1951 – jedynym przedstawicielem jest Chrysobatrachus cupreonitens Laurent, 1951